# David O. Selznick
David O. Selznick (10. maj 1902 i Pittsburgh, Pennsylvania, USA – 22. juni 1965 i Hollywood, Californien, USA) var en amerikansk filmproducent.
Efter at have arbejdet for flere filmselskaber i Hollywood dannede han i 1936 sit eget, Selznick International Pictures. Hans største publikumstriumf var Gone with the Wind (Borte med blæsten, 1939). Da 2. verdenskrig brød ud, overtalte han Alfred Hitchcock til at rejse til USA, og var producent for dennes første amerikanske film, Rebecca (1940). Selznick var fra 1949 gift med skuespillerinden Jennifer Jones.

## Filmografi (udvalg)
- Anna Karenina (1935)
- Slægtens yngste (1936)
- Fangen på Zenda (1937)
- Hollywood bag kulisserne (1937)
- Intermezzo (1939)
- Skabt for hinanden (1939)
- Borte med blæsten (1939)
- Rebecca (1940)
- Troldbunden (1945)
- Duel i solen (1946)
- Sandheden om Mrs. Paradine (1947)
- Drømmen om hende (1949)
- Den tredje mand (1949)
- Farvel til våbnene (1959)